# Глущенко, Леонид Фёдорович
Леонид Фёдорович Глущенко (укр. Леонід Федорович Глущенко, 16 апреля 1926 год, Харьков — 2 октября 1986 года, Харьков) — советский коммунистический деятель, передовик производства, слесарь-лекальщик Харьковского электромеханического завода. Герой Социалистического Труда (1971). Кандидат в члены ЦК КПУ (1966—1971). Член ЦК КПУ (1971—1986).

## Биография
Родился 16 апреля 1926 года в рабочей семье в Харькове. С 1950 года работал слесарем-лекальщиком и слесарем-инструментальщиком Харьковского электромеханического завода. В 1954 году вступил в КПСС.
Достиг значительных успехов в выполнении производственных задач и социалистических обязательств. Внёс много ценных рационализаторских предложений. Выступил с инициативой «Пятилетку — за четыре года». В 1971 году удостоен звания Героя Социалистического Труда за выдающиеся трудовые достижения.
На XXIII съезде КПУ избран в члены ЦК КПУ и на XXIV съезде КПУ — в члены ЦК КПУ.
Скончался 2 октября 1986 года в Харькове.

## Награды
- Герой Социалистического Труда (1971)
- Орден Ленина — дважды
- Орден Октябрьской Революции